# Welf al VI-lea
Welf al VI-lea (n. 1115 – d. 15 decembrie 1191, Memmingen, Bavaria, Germania), membru al Casei de Welf, a fost margraf al Toscanei și duce de Spoleto în perioada 1152–1160 și apoi în perioada 1167–1173.

## Biografie
Welf a fost cel de al treilea fiu al ducelui Henric al IX-lea de Bavaria, și fratele lui Conrad și al lui Henric cel Mândru.
El a moștenit posesiunile familiale din Suabia, inclusiv comitatele de Altdorf și Ravensburg, atunci când fratele mai mare, Henric cel Mândru a obținut ducatele de Bavaria și de Saxonia, iar fratele mijlociu Conrad a urmat cariera ecleziastică. Henric a aranjat căsătoria lui Welf cu Uta, fiica lui Godfrey de Calw, contele palatin de Rin. La moartea lui Godfrey în 1131 a izbucnit o dispută între Welf și Adalbert al IV-lea de Calw, fiul fratelui lui Godfrey. 
Welf a fost unchiul viitorului împărat Frederic I Barbarossa, deoarece mama acestuia, Iudita, era sora lui Welf. El însuși era doar cu un deceniu mai vârstnic decât nepotul său (fiul surorii sale) în timpul domniei căruia s-a desfășurat și cea mai mare parte a activității lui Welf.
Atunci când unchiul lui Frederic I Barbarossa, regele german Conrad al III-lea din dinastia Hohenstaufen, a confiscat Ducatul de Bavaria în 1142, Welf s-a alăturat revoltei inițiate de fratele său, Henric. În 1152 Welfii și Hohenstaufenii au încheiat pace, iar Frederic I Barbarossa a fost ales ca rege german. Noul suveran a restituit Ducatul de Bavaria fiului lui Henric al X-lea, Henric Leul în 1156. În octombrie 1152, la Würzburg Frederic i-a acordat lui Welf Ducatul de Spoleto, Marca de Toscana, Principatul Sardinia și alte proprietăți în Italia.
Începând tot din anii '50 ai secolului al XII-lea a izbucnit o dispută privind posesiunile feudale între Welf (alături de fiul său, Welf al VII-lea) și Ugo de Tübingen, conte palatin de Suabia. Aceasta s-a încheiat între 1164 și 1166 prin medierea împăratului care în general a fost de partea dinastiei Welfilor.
Când fiul lui Welf, Welf al VII-lea a murit de malarie în 1167 pe când se afla la Roma pentru a participa la o campanie militară a lui Frederic I Barbarossa împotriva papei Alexandru al III-lea, Henric al X-lea a solicitat moștenirea tuturor posesiunilor Welfilor. În schimb, Welf cerea la rândul său o mare despăgubire în bani, sumă pe care fratele său nu a reușit să o strângă. Ca urmare, Welf a acordat domeniile sale din Italia împăratului Frederic. Welf a rămas să guverneze ducatele sale din Italia până în 1173, pe când arhiepiscopul Christian de Mainz a devenit vicar imperial. 
O ruptură în relațiile dintre Henric al X-lea și împăratul Frederic I Barbarossa asupra unei noi campanii în Italia în 1176 a a stat la baza pregătirii unei acțiuni a împăratului împotriva lui Henric de Bavaria în 1179 care în cele din urmă a pierdut toate posesiunile, inclusiv cele cumpărate de la Welf al VI-lea. Acestea au fost retrocedate lui Welf care la moartea sa în 1191 au revenit ducelui Suabiei, moștenitorul împăratului. Astfel, toate posesiunile Casei de Welf din Suabia au ajuns în mîinile Hohenstaufenilor, descendenți ai Iuditei, sora lui Welf. 
Liniei masculine a Welfilor, începând cu Henric Leul, i-au revenit posesiunile provenind de la familia saxonă a Billungilor din regiunea numită astăzi Germania de Nord.
Welf al VI-lea a fost ctitorul mai multor biserici. El a fost înmormântat în biserica Mănăstirii Sf. Ioan Botezătorul din Abația Steingaden din Bavaria pe care o fondase împreună cu fiul său, Welf al VII-lea. A fost de asemenea patron al cronicii Historia Welforum, prima cronică medievală dedicată acestei dinastii.

## Căsătorie și descendenți
Welf al VI-lea s-a căsătorit cu Uta, fiică a contelui Godfrey de Calw  al Palatinatului Rinului. Ei au avut doi copii:
- Elisabeta (n.c. 1130/1135 – d. 1164/1180), căsătorită în c. 1150 cu Rudolf de Pfullendorf; fiica ei, Ita, a fost soția contelui Albert al III-lea de Habsburg fiind astfel strămoașa multor regi și împărați romano-germani;
- Welf (n.c. 1140 – d. 11/12 septembrie 1167, Siena) la moartea căruia ramura sud-germană a familiei de Welf s-a stins pe linie masculină.[8]